# Panciu

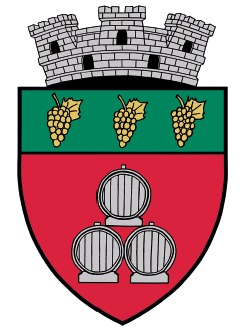
Herb miasta Panciu

Panciu – miasto w Rumunii, w okręgu Vrancea. W 2002 liczyło 9104 mieszkańców. Ośrodek przemysłu winiarskiego.